# Vernosc-lès-Annonay
Vernosc-lès-Annonay è un comune francese di 2 297 abitanti situato nel dipartimento dell'Ardèche della regione dell'Alvernia-Rodano-Alpi.

## Società

### Evoluzione demografica
Abitanti censiti